# 青木恵哉
青木 恵哉（あおき けいさい、1893年4月8日 - 1969年3月6日）は日本の伝道師。本名は青木 安二郎。
回春病院に転院、ハンナ・リデルの感化を受け1927年に沖縄の病友へ伝道に行く。焼き討ち事件などがあったが、病友と守り続けた土地を基にして国頭愛楽園が誕生した。

## 略歴
1893年徳島県で出生。16歳でハンセン病を発病し、新聞広告の薬を片っ端から取り寄せたが無効であった。父に連れられて神社にまいり、19歳時には四国八十八箇所の霊場詣りの旅に出た。1916年に香川県の大島療養所に入所。ある男性の信仰の深さに触れ、聖書を読む。1918年にアメリカ人宣教師のエリクスンから洗礼を受ける。少女の信仰の手伝いなどしたが、異性の誘惑が多くなり心配して、熊本県の回春病院に手紙を出す。1922年に一時徳島に帰った時、東京の多磨全生園に行こうとし、途中に熊本の回春病院によった。その後は長野県軽井沢町に到りリデルに会い回春病院に行くことを決意する。熊本に行ったために関東大震災に遭わなかったと考え恵哉と改名した。
回春病院の教会は聖公会だったため転入式があり、本妙寺などに伝道に出かけた。回春病院の患者だった玉木愛子に愛情が芽生えたが、このことはリデルの方針とは異なるため悩んだ。福岡や四国に伝道にいった。リデルから沖縄に伝道にいくよう勧められ、玉木への愛情の苦しみもあって沖縄伝道を決意、1927年2月に荒砥牧師と共に那覇に向かう。沖縄本島の離島伊江島を拠点とした。洞窟や山に隠れている患者を発見し、食べ物、衣服を与え共に礼拝し、荒砥が洗礼を施した。リデルから月給として25円が送られた。屋部に本拠地を移した。1935年は焼き討ちに遭い、屋我地島の沖の無人島ジャルマに達した。人の住める平地は約300平方メートルで、子供3人を含む40人ほどが暮らした。その後屋我地島に安住の地を求めた。
1938年にその地を基にして国頭愛楽園が誕生した。青木らが苦労して住んだ場所は現在記念碑があり、「魚ならば海にもぐりても生きん 鳥ならば空に舞い上がりてものがれん 五尺（約150cm）の体、住む所なし」とある。1948年に沖縄聖公会に復帰した。1957年、アメリカ聖公会ハワイ教区から伝道師の認可を受けた。1958年に「選ばれた島」を出版。1966年　沖縄伝道教区から執事に叙任される。1969年3月6日、心筋梗塞で75歳で亡くなった。

## 顕彰
- 1971年　愛楽園発祥の地に「青木恵哉頌徳碑」建立。
- 1976年　屋我地大橋南側駐車場内に「のがれの島」の碑建立。
- 2005年　愛楽園発祥の地に「青木恵哉銅像」建立。
  - 青木恵哉　銅像除幕式記念パンフレット　沖縄愛楽園自治会　発行。

## 入所者のみた青木恵哉
沖縄県ハンセン病証言集（沖縄愛楽園編）には、直接青木を知る一人からの証言がある。”青木さんという人は優しい所は優しいが、タバコを吸うのも、酒飲むのも、女捜して歩くのも厳しかった。あの人も飲まない人だったが、また飲むのもいかんとおもっているわけよ。だから隠れてタバコを吸って。また納骨堂の浜の後ろには洞窟がある。青木さんに隠れて吸っていたよ。”

## 追われゆくらい者からの手紙
クリスチャンで医師である林文雄に青木恵哉が送った手紙が記録されている。

## 青木恵哉　俳句集「一葉」
- 超えてきて骨を埋むる一葉かな
- 痛み経て真珠となりぬ貝の春
- 春泥に恩賜の義足汚したる
- 文鎮の貝の背光り秋灯下
- 鷹渡る島永住の地と定め
- 妻子なき一代信徒落ち葉降る
- 埋火の主は一人で寝ておわす
- 女医たまに刺ある一語冬薔薇
  - 青木恵哉は詩も作っている。

### 選ばれし島　の編者が記載したもの
- 同姓の一人も居なく園の秋　
  - 沖縄では歴史的に名前が本土とは異なる
- 灯し寝る秋や闘病五十年
- 三十年の足跡消えず落葉路

## 青木恵哉以前の沖縄の状況
沖縄県はハンセン病患者が多いことが知られており、県別の人口比統計では明治33年6位、明治39年2位、大正14年1位、昭和10年1位、昭和15年1位を占めている。法律11号以降、沖縄県議会は療養所に関して曖昧な決定に終始した。一時は患者を九州療養所に送った時期もある。昭和4年以降、沖縄県で療養所を作ることとなった。昭和6年宮古島では宮古保養院を設立したが、沖縄本島では敷地問題がうまくいかず、嵐山事件で暴動、屋部で焼き討ち事件が起こった。青木恵哉の行動に光田健輔,林文雄、沖縄MTL, 日本MTL,東京YMCA,三井報恩会などが協力して昭和13年臨時国立療養所国頭愛楽園ができた。なおその前の昭和10年に沖縄県の患者一部を敬愛園に収容した。

## 療養所のための土地入手秘話
熊本の回春病院の創立の時も、土地の入手に関して協力者がいたが、愛楽園の場合も、青木恵哉に協力した大城平永が土地入手に尽力した記録がある。"青木先生は私に大風子油の注射を教えてくれました。キリスト教も教えてくれました。そして洗礼を受けるまでになりました。昭和５年のある集会で青木先生は土地を入手したいといわれました。個人所有の土地があったので千五百坪をわからないように遠い所で登記しました。あと一か所、私の土地と交換で１５００坪登記しました。昭和１０年まで青木先生だけとの秘密にしていました。（星塚敬愛園にいく話になる）いってから印鑑を送り、その土地は県に登記するので、問題は私の手を離れたと喜びました。"その時までは色々トラブルがあった。

## 文献
- 寺本行義「リデルの信仰を継承し伝道師となった患者 青木恵哉と徳田祐耶」（バラとすみれ第27号 リデルライト両女史記念館、2009）
- 青木恵哉『選はれた島』初版　1958, 再版　新教出版社　東京都、1972.
- 沖縄愛楽園編『沖縄県ハンセン病証言集』2007.
- 青木恵哉　銅像除幕式記念　沖縄愛楽園自治会　2005.
- 犀川一雄　『ハンセン病政策の変遷』　沖縄ハンセン病予防協会　1999.
- Keisai Aoki, Mission to Okinawa Christian Book Room, Hong Kong. (a 351 page English translation of autobiography).